# Kirjat Atidim

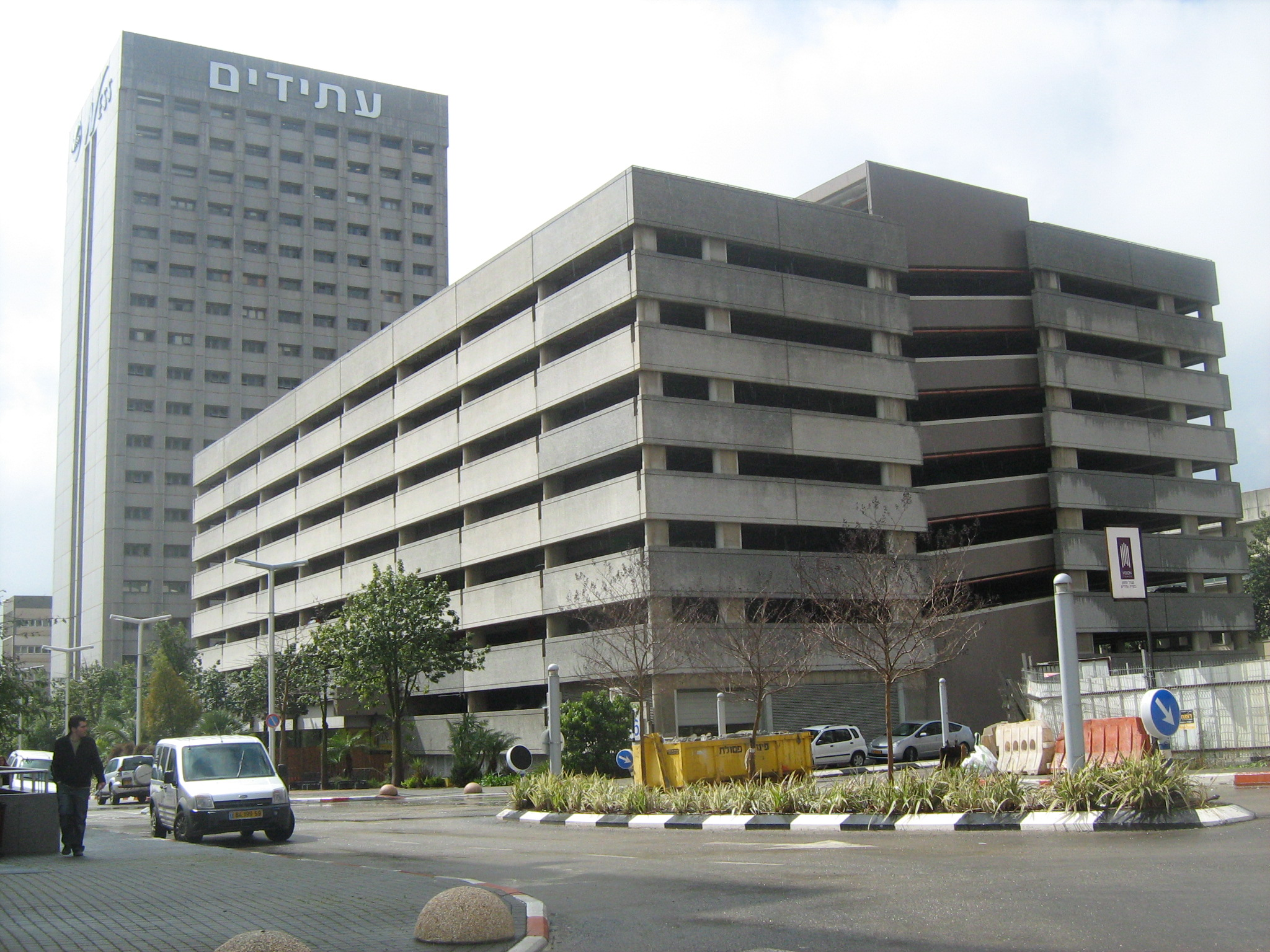
Zástavba v Kirjat Atidim

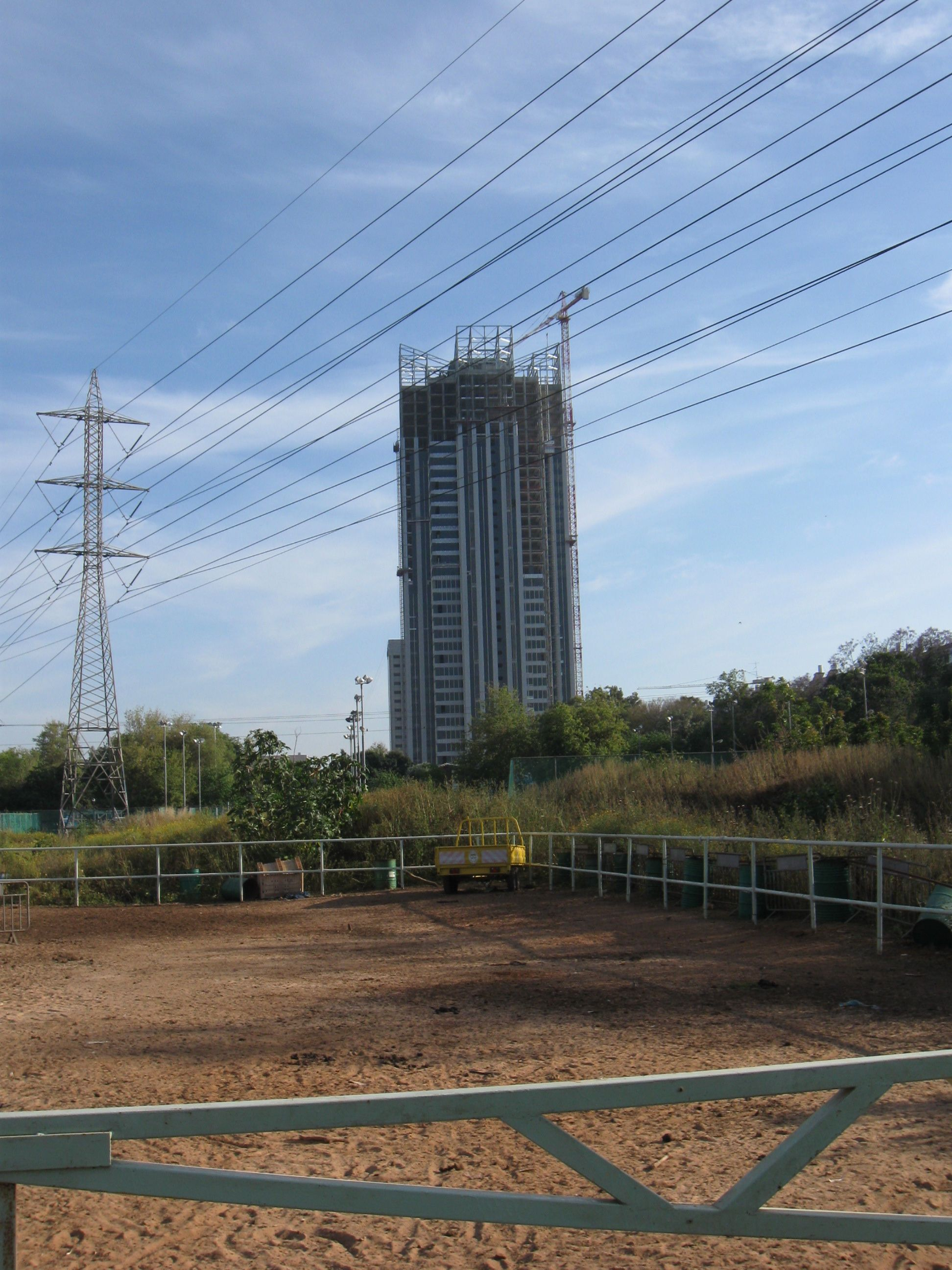
Rozestavěný mrakodrap Migdal ha-Chazon v Kirjat Atidim

Kirjat Atidim (hebrejsky: קריית עתידים, doslova Město budoucnosti) je čtvrť a průmyslová zóna v severovýchodní části Tel Avivu v Izraeli. Je součástí správního obvodu Rova 2 a samosprávné jednotky Rova Cafon Mizrach.

## Geografie
Leží na severovýchodním okraji Tel Avivu, cca 5,5 kilometru od pobřeží Středozemního moře, na severním břehu řeky Jarkon, v nadmořské výšce cca 20 metrů. Na východ od čtvrti leží fragment zemědělské krajiny. Na sever odtud se rozkládá čtvrť Neve Šaret, na západě Ramat ha-Chajal a Jisgav, na jihozápadě komerční zóna a v ní nový areál Nemocnice Asuta Tel Aviv.

## Popis čtvrti
Zóna vznikla roku 1972. Její vznik inicioval tehdejší starosta Tel Avivu Jehošua Rabinovic. Provoz zóny řídí firma, která je z poloviny vlastněna městem Tel Aviv z druhé poloviny Telavivskou univerzitou. Tato firma vlastní 90 dunamů (9 hektarů) zdejších pozemků.
Jde o jednu z nejmodernějších průmyslových zón zaměřených na moderní technologie v Izraeli. Nachází se tu 11 budov se 125 000 čtverečními metry vnitřních ploch. Probíhá další rozšiřování areálu o věžové objekty (takzvané Migdalej Atidim). Ve výstavbě byl nejnověji mrakodrap Migdal ha-Chazon (Vision Tower) o výšce téměř 150 metrů, s 110 000 čtverečními metry plochy. V areálu Kirjat Atidim sídlí 100 firem a pracují tu 4000 lidí. Součástí komplexu jsou i restaurace, banka, poštovní úřad, zubní klinika, mateřská škola a další služby.